# Diacodexis
Diacodexis ist eine ausgestorbene Gattung aus der Ordnung der Paarhufer. Innerhalb dieser wird sie zur Familie der Diacodexeidae gezählt. Es handelt sich um den ältesten bekannten Vertreter der Paarhufer. Er trat im Unteren Eozän vor rund 56 Millionen Jahren relativ unvermittelt auf und ist bis wenigstens in das Mittlere Eozän vor rund 46 Millionen Jahren nachweisbar. Funde wurden sowohl in Nordamerika als auch in Europa und Asien entdeckt. Sie bestehen überwiegend aus Zähnen und Gebissresten. Schädel sowie Teile des Körperskeletts sind bisher nur selten geborgen worden.
Das Fossilmaterial vermittelt das Bild eines kleinen Säugetiers von der Größe heutiger Hörnchen oder Kaninchen. Der Schädelbau war eher generalisiert, das Gebiss umfasste die vollständige Anzahl an Zähnen der Höheren Säugetiere. Anhand des Baus der Zähne ist sowohl eine pflanzen- als auch insektenfressende Ernährungsweise wahrscheinlich. Im Körperskelett zeigt Diacodexis wiederum einzelne modernere Anpassungen. Die Gliedmaßen waren schlank und langgestreckt, die Hinterbeine länger als die Vorderbeine. Zudem erwiesen sich an den Hinterbeinen die unteren Gliedmaßenabschnitte als deutlich gestreckt. Diese Merkmale sprechen für eine schnelle Fortbewegung und möglicherweise auch für eine gewisse Sprungbefähigung. Abweichend von den heutigen Paarhufern trugen die Tiere keine Hufe, sondern hatten Klauen ausgebildet.
Die Gattung wurde im Jahr 1882 wissenschaftlich eingeführt, die zuerst aufgefundenen Reste stammen aus Nordamerika. Das Hauptfundgebiet befindet sich im Nordwesten der heutigen USA. Erst in den 1970er und 1980er Jahren kamen zunehmend auch Funde aus Europa und Asien zum Vorschein. Es sind zahlreiche Arten von Diacodexis bekannt. Da teils deutliche Unterschiede zwischen den nordamerikanischen und den eurasischen Vertretern bestehen, was unter anderem den Zahnbau betrifft, halten einige Wissenschaftler eine Revision der Gattung für erforderlich.

## Merkmale
Diacodexis war ein kleiner Vertreter der Paarhufer, der in etwa die Größe eines Hörnchens oder eines Kaninchens aufwies. Das Körpergewicht wird je nach Bemessungsgrundlage für kleinere Individuen mit 554 bis 935 g angegeben, größere Exemplare brachten es womöglich bis auf 1,8 kg. Die Form ist hauptsächlich über ihr Gebissmaterial bekannt, vollständige Schädel und Reste des Körperskeletts liegen nur in wenigen Fällen vor. Der Schädel wurde rund 6 cm lang und 2 cm hoch. Er ähnelte in seinem Bau anderen frühen Paarhufern. Prinzipiell war er langgestreckt, niedrig und am Rostrum schmal. Die Nasenbeine hatten eine langgestreckte Form und waren parallelseitig, die Nasenöffnung richtete sich deutlich nach vorn. Der Oberkiefer war hoch, das Foramen infraorbitale lag oberhalb des dritten Prämolaren. Der aufragende Unterkiefer trennte den Mittelkieferknochen vom Stirnbein. Die Orbita befand sich abweichend von Dichobune etwa in der Schädelmitte, ihr Rand war nicht geschlossen. Auf dem recht breiten Schädeldach zeichnete sich ein nur schwacher Scheitelkamm ab. Das Hinterhauptsbein kragte mit einem deutlichen Wulst nach hinten aus. Neben diesen eher generalisierten Schädelmerkmalen finden sich einzelne Besonderheiten an der Schädelbasis. Eine knöcherne Paukenblase war nicht erhalten. Die Warzenfortsätze standen seitlich. Bei einigen modernen Paarhufern wie den Wiederkäuern sind sie in Richtung Hinterhaupt verschoben, bei den Schweineartigen hingegen werden sie durch eine Ausdehnung des Schläfenbeins überdeckt, wodurch sich heutige „mastoide Paarhufer“ von den „amastoiden“ unterscheiden. Die Situation bei Diacodexis stellt wohl einen eher urtümlichen Zustand dar. Die Ohröffnung war vergleichsweise groß.

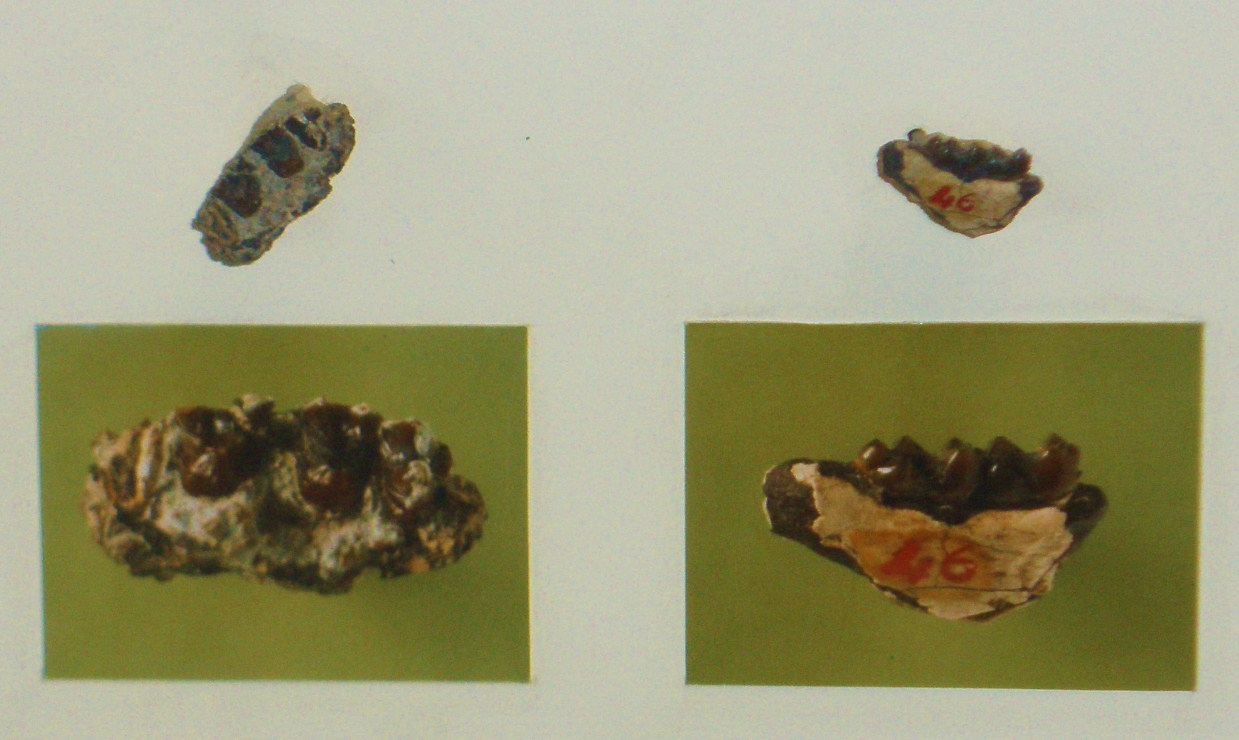
Unterkieferfragmente von Diacodexis

Der Unterkiefer war schlank gebaut mit einem niedrigen horizontalen Knochenkörper, der nur leicht von vorn nach hinten an Höhe zunahm. Die Symphyse am vorderen Ende reichte bis zum zweiten Prämolaren. An der Außenseite befand sich das Foramen mentale mit drei Öffnungen, von denen die vorderste am größten war. Der Kronenfortsatz setzte weit hinter dem letzten Mahlzahn an und lehnte sich deutlich zurück, am oberen Ende war er plateauartig abgeflacht. Der Gelenkfortsatz saß markant niedriger, aber auffallend oberhalb der Kauebene. Der Winkelfortsatz am hinteren Ende richtete sich vermutlich hakenartig aufwärts. Die Bezahnung von Diacodexis umfasste das vollständige Gebiss der Höheren Säugetiere mit 44 Zähnen und folgender standardisierter Zahnformel: {\displaystyle {\frac {3.1.4.3}{3.1.4.3}}}. Die vorderen Zähne bis zum zweiten und teilweise bis zum dritten Prämolaren der unteren und oberen Zahnreihe standen nicht geschlossen, so dass zwischen diesem jeweils kurze Diastemata auftraten. Die Schneidezähne waren klein und unspezialisiert, die Eckzähne teilweise vergrößert und spitz. Hierbei zeigte sich der obere Eckzahn größer als der untere. Die Molaren wiesen einen typisch tribosphenischen Bau früher Höherer Säugetiere auf, das heißt, sie besaßen drei Haupthöcker in dreieckiger Anordnung. An den oberen Mahlzähnen, die häufig so lang wie breit waren, standen der Paraconus und der Metaconus an der Zahnaußenseite, der Protoconus an der Innenseite. Ein Hypoconus fehlte grundsätzlich. Die unteren Mahlzähne waren länger als breit. Das Trigonid mit den drei Haupthöckern, dem Paraconid, dem Metaconid und dem Protoconid, erhob sich über dem Talonid. Auf letzterem waren ebenfalls drei Höckerchen ausgebildet, so dass die Kauoberfläche insgesamt sechs größere Aufwölbungen aufwies. Das Paraconid war aber in seiner Größe häufig reduziert, das Metaconid wiederum vergrößert. Bei einigen, vor allem eurasischen Arten traten zwischen den Höckern schärfere Schneidkanten auf. Generell waren die Mahlzähne niederkronig (brachydont).
Das Körperskelett ist unvollständig bekannt, was auch für die Wirbelsäule gilt. Es können aber 7 Hals-, wenigstens 10 Brust-, 6 bis 7 Lenden-, 3 Kreuzbrein- und mindestens 14 Schwanzwirbel zugeordnet werden. Die Schwanzwirbel liegen hauptsächlich vom vorderen und mittleren Abschnitt vor. Ähnlich wie bei Messelobunodon aus der Grube Messel, dessen Schwanz aus 24 Wirbeln besteht, war dieser wohl länger als bei den heutigen Paarhufern. Der Bewegungsapparat von Diacodexis zeichnet sich durch seine deutlich schlanken Gliedmaßen aus. Entsprechend zu anderen frühen Formen der Paarhufer, etwa zu Messelobunodon, waren die Hinterbeine länger als die Vorderbeine. Auch übertrafen an ersteren die unteren Beinabschnitte die oberen an Länge. Insgesamt lässt sich eine Mischung aus ursprünglichen und entwickelten Merkmalen feststellen. Die bei Diacodexis diagnostizierbaren urtümlichen Merkmale finden sich heute kaum noch bei den Paarhufern. Dazu gehört unter anderem ein kurzes Schlüsselbein, das weder mit dem Brustbein noch mit dem Schulterblatt verbunden war. Der 5,4 bis 6,2 cm lange Oberarmknochen besaß einen schmalen Gelenkkopf und eine deltopectorale Aufrauung, die sich über rund ein Drittel des Schaftes erstreckte. Ebenfalls untypisch für heutige Paarhufer waren die Knochen des Unterarms nicht miteinander verwachsen. Am Oberschenkelknochen, der zwischen 5,3 und 7,1 cm lang wurde, bestand ein dritter Rollhügel, der wiederum bei den heutigen Paarhufern fehlt, allerdings bei anderen frühen huftierartigen Gruppen wie den Phenacodontidae und den Arctocyonidae vorkam. Er fungiert als Ansatzpunkt für die Gesäßmuskulatur. Das Schienbein erreichte eine Länge von 5,9 bis 8,3 cm. Am oberen Ende trat eine kurze Crista cnemialis auf, an der die Oberschenkelmuskulatur verankert war. Der knöcherne Kamm verlief nur über 25 % der Länge des Schienbeins. Das Wadenbein war schlank und spanartig geformt und nicht mit dem Schienbein verwachsen, aber mit diesem am oberen Ende verbunden. Abweichend von den heutigen Paarhufern waren die Finger- und Zehenstrahlen getrennt. Der Vorderfuß bestand aus fünf, der Hinterfuß aus vier Strahlen, möglicherweise kam hier jedoch noch ein kleiner fünfter Strahl vor (der innere Strahl I wird teilweise durch einzelne Gelenkfazetten am benachbarten Strahl II angezeigt). Die jeweiligen Strahlen III und IV bildeten gemäß den überlieferten Mittelhand- und Mittelfußknochen die robustesten Strahlen, was mit den heutigen Paarhufern übereinstimmt. Die seitlichen Strahlen II und V zeigten dem gegenüber aber kaum Längenkürzungen. Insgesamt bildeten diese jeweils vier Hauptstrahlen einen Bogen, der innerste Strahl am Vorderfuß setzte auf der Seite der Handinnenfläche an und berührte vermutlich beim Laufen nicht den Boden. Die Endglieder der Finger und Zehen trugen, abweichend von den Hufen der heutigen Paarhufer, klauenartige Bildungen. Das Sprungbein verfügte über eine gedoppelte Gelenkrolle, was als typisch für die Paarhufer zu werten ist.

## Fossilfunde
Funde von Diacodexis wurden sowohl in Nordamerika als auch in Eurasien entdeckt. Ein Großteil der nordamerikanischen Fossilreste kam aus dem zentral-westlichen Bereich zu Tage, vor allem dem US-Bundesstaat Wyoming. Bedeutende Fundgebiete sind mit dem Wind River Basin, dem Bighorn Basin und Clarks Fork im Nordwesten des Bundesstaates zu nennen. Dort bestehen zahlreiche einzelne Lokalitäten, die überwiegend Zahn- und Gebissmaterial bargen. Das Wind River Basin erbrachte unter anderem das Typusmaterial der Gattung. Es umfasst ein Unterkieferfragment, welches in der Wind-River-Formation lagerte. Aus der Willwood-Formation des Bighorn Basins stammt eines der wenigen Skelettexemplare Nordamerikas. Es schließt Teile des Gebisses und des Schädels, einzelne Abschnitte der Wirbelsäule, einige Rippen sowie einige Elemente des Vorderbeins und das nahezu vollständige Hinterbein ein. Auch wurde dort ein Schädel geborgen. Weitere Reste sind der San-Juan-Formation in New Mexico und der Debeque-Formation in Colorado zuzuweisen. Alle Funde von Diacodexis in Nordamerika datieren in das Untere und Mittlere Eozän und gehören lokalstratigraphisch dem Untersten Wasatchium bis Mittleren Bridgerium an, lassen sich also einem Zeitraum von vor rund 56 bis 49 Millionen Jahren zuordnen. Bemerkenswert ist das relativ unvermittelte Auftreten der Gattung im Untersten Wasatchium, das auch mit dem ersten Erscheinen früher Unpaarhufer wie etwa Sifrhippus einhergeht.
In Europa verteilen sich die überwiegenden Funde von Diacodexis auf den westlichen und südlichen Bereich des Kontinentes. Sehr frühe Funde wurden unter anderem aus Dormaal in Belgien beschrieben, die dem Beginn des Unteren Eozäns vor rund 56 Millionen Jahren entsprechen und aus einzelnen Zähnen bestehen. Ähnlich alt dürften einige Reste aus Abbey Wood in England oder mehrere Einzelzähne aus  Fordones sein, ebenso wie ein Unterkiefer und ein Sprungbein aus Palette, die beiden letztgenannten Fundstellen liegen im südlichen Frankreich. Deutlich weiter westlich findet sich mit Silveirinha Pequena ein Fundpunkt im westlichen Portugal, der ebenfalls überwiegend isolierte Zähne, aber auch ein Sprungbein barg. Zeitlich zu diesen frühesten Nachweisen schließt sich Corsà im nördlichen Spanien mit einem Unterkieferfragment an. Sehr umfangreich wiederum ist das Fundmaterial aus Premontré im nördlichen Frankreich, das rund drei Dutzend Zähne einschließt und in das ausgehende Untere Eozän datiert. Die bisher jüngsten Funde sind aus dem Geiseltal in Sachsen-Anhalt geborgen worden. Auch dieses besteht weitgehend aus einzelnen Zähnen, gehört aber bereits dem Mittleren Eozän an. Die Lage der Funde in der unteren Unterkohle spricht für ein Alter von knapp 46 Millionen Jahren.
Die wichtigsten asiatischen Fossilnachweise von Diacodexis beschränken sich auf den zentralen und südlichen Teil des Kontinentes. Hervorzuheben sind hier vor allem Funde aus Barbora Banda im nördlichen Pakistan. Das in der Kuldana-Formation des Unteren Eozäns eingeschlossene Material setzt sich neben Zähnen auch aus zahlreichen Teilen des Körperskeletts zusammen, die auf wenigstens zehn partiell erhaltene Skelettindividuen zurückgehen. Diacodexis ist hier eines der am häufigsten vorkommenden Säugetiere seiner Zeit. Einzelne Zähne vergleichbaren Alters kamen im östlich benachbarten Gebiet um Chorlakki zum Vorschein. Aus dem angrenzenden nördlichen Indien wurden einzelne Zähne aus Kalakot im Bundesstaat Jammu und Kaschmir beschrieben, an deren Zugehörigkeit zu Diacodexis aber vereinzelt Zweifel bestehen. Mehrere Unterkiefer und zahlreiche isolierte Zähne stammen aus der Cambay-Shale-Formation des westindischen Bundesstaates Gujarat. Einzelne Teile des Bewegungsapparates können aber nicht sicher zu Diacodexis gestellt werden. Die Gesteinseinheit ist von großer Bedeutung, da hier nicht nur die ältesten Paarhufer des indischen Subkontinents entdeckt wurden, sondern mit Cambaytherium auch ein früher Vorläufer der Unpaarhufer auftrat. Ihr Alter beträgt etwa 54 Millionen Jahre. Zwei einzelne Zähne aus Andarak sind der bisher einzige Beleg der Gattung in Kirgisistan. Nicht eindeutig zu Diacodexis zuordbar sind Zähne aus einer Spaltenfüllung bei Shanghuang in der ostchinesischen Provinz Jiangsu. Das Material, das dem Mittleren Eozän angehört, wäre damit ein Beleg für die Anwesenheit der Gattung auch in Ostasien. Die Spaltenfüllung enthielt zudem die nahe verwandte Form Jiangsudon.

## Paläobiologie
Die bei Diacodexis gegenüber den kürzeren vorderen längeren hinteren Gliedmaßen sind noch heute ein Kennzeichen waldbewohnender Huftiere, die sich als Buschschlüpfer in Sträuchern verstecken, etwa die Ducker oder Hirschferkel. Die allgemein langen und schlanken Beine verweisen auf ein recht agiles Tier. Diesen Eindruck vermitteln auch die langen unteren Abschnitte der Hinterbeine. Das Schienbein übertrifft den Oberschenkelknochen an Länge, das Verhältnis der beiden Knochen zueinander, der sogenannte Crural Index, beträgt 1,17. Er übertrifft damit den Wert von Messelobunodon, der bei 1,09 liegt. Gleiches kann für den Femorometatarsal Index gesagt werden, also dem Verhältnis von Oberschenkelknochen zu Mittelfußknochen. Bei Diacodexis beträgt dieser Wert 0,64, bei Messelobunodon 0,57. Lange untere Gliedmaßenabschnitte kennzeichnen zumeist sehr schnellläufige Tiere, was man heute bei Pferden oder Gazellen beobachten kann. Sie beeinflussen die Schrittlänge in erheblichem Maße. Allerdings bestanden wahrscheinlich artliche Unterschiede, da die hier angegebenen Werte für nordamerikanische Formen wie D. secans gelten. Einige asiatische Formen, so D. pakistanensis, hatten leicht kürzere untere Gliedmaßenabschnitte, da der Crural Index hier etwa 1,10 erreicht. Bei dieser Form überragte allerdings der Große Rollhügel die Lage des Oberschenkelkopfes, was häufig ein Anzeichen für ausgesprochen entwickelte Sprungfähigkeiten ist. Die an den Gliedmaßenproportionen festgestellten Hinweise auf eine schnelle oder springende Fortbewegung finden Bestätigung im Bau des Mittelohres. Angezeigt wird dies durch die Bogengänge, bei denen eine zunehmende Weite meist einer steigenden Agilität entspricht. Die Bogengänge von Diacodexis können im Verhältnis mit denen heutiger Gazellen oder Wildkaninchen verglichen werden.
Der Bau des Mittelohres gibt darüber hinaus Auskunft über die Hörleistung von Diacodexis, wofür die Hörschnecke herangezogen werden kann. Eine geringe Anzahl an Windungen steht im Zusammenhang mit der Wahrnehmung hochfrequenter Töne wie etwa bei den Zahnwalen, während eine größere Anzahl an Windungen auf ein Gehör im niederfrequenten Bereich verweist. Die Hörschnecke von Diacodexis besitzt insgesamt zwei Windungen mit kombiniert 720°. Dies ist deutlich weniger als bei den Hirschferkeln mit knapp drei Windungen oder kombiniert 990° beziehungsweise beim Wildschwein mit knapp vier Windungen oder kombiniert 1350°. Vermutlich befähigte dies Diacodexis, eher höhere Töne wahrzunehmen. Berechnungen zufolge war die Hörleistung von Diacodexis auf einen Frequenzbereich oberhalb von 543 Hz beschränkt, bei den Hirschferkeln reicht sie hingegen bis rund 186 Hz, beim Wildschwein bis etwa 33 Hz. Das Gehirnvolumen von Diacodexis betrug rund 4,7 cm³. Der Enzephalisationsquotient bezogen auf das Körpergewicht lag daher bei 0,4 bis 0,8. Auffallend ist ein großer Riechkolben, der rund 6,8 bis 8,7 % des gesamten Hirnvolumens ausmachte und damit zu den größten innerhalb der Paarhufer gehört. Die Neocortex war relativ einfach gebaut mit etwa mandelförmig gestalteten Gyri und einer geringen Anzahl an Furchenbildungen. Das Merkmal teilt Diacodexis mit anderen sehr frühen Paarhufern, unterscheidet sich aber von frühen Unpaarhufern mit ihrer komplexer gebauten Neocortex. Eine deutliche Zunahme der Gehirnkomplexität und auch des Gehirnvolumens bei den Paarhufern fand erst im Verlauf des Neogens statt.
Isotopenuntersuchungen an Zähnen aus dem Bighorn Basin geben erhöhte Werte an Kohlenstoff-Isotopen für Diacodexis aus. Die Autoren der Studie erklären dies damit, dass die Tiere möglicherweise eine größere Menge an Früchten, Beeren und Samen gefressen haben, die weniger Fasern enthalten, dafür reich an Kohlenstoff sind. Die faserreicheren Blätter spielten hingegen eine untergeordnete Rolle. Analysen von Abnutzungsspuren an den Zähnen zeigen einen zweiphasigen Kauprozess an, wobei eine schneidende von einer zermahlenden Phase abgelöst wurde. Ein größerer Teil der Abrasionsspuren entstand bei der schneidenden Kauphase. Abweichend von den Isotopenanlysen interpretieren die Wissenschaftler diesen Befund mit einer vermehrten Aufnahme von Blättern. Andererseits verweisen die deutlicheren Scherkanten bei einigen eurasischen Vertretern auch darauf, dass möglicherweise Insekten einen stärkeren Anteil im Nahrungsspektrum hatten.
Bemerkenswert sind deutliche Körpergrößenschwankungen, die bei Diacodexis im Verlauf der Stammesgeschichte auftraten. Dies lässt sich unter anderem während des zweiten eozänen Temperaturmaximums feststellen, das vor etwa 53 Millionen Jahren stattfand und zu einer signifikanten Erhöhung der durchschnittlichen Jahrestemperatur führte. Während dieses geologisch nur kurzen Ereignisses büßte Diacodexis erheblich an Körpergröße ein. So betrug das Körpergewicht in der Zeit davor rund 1,6 kg, fiel im Verlauf des Temperaturmaximums auf 1,4 kg ab und stieg danach wieder auf 1,8 kg an. Bestimmt wurde dies anhand der Größe der Mahlzähne. Die Gründe für diese Schwankungen sind nicht eindeutig, werden aber teilweise über die Bergmannsche Regel erklärt. Sie könnten aber auch mit einem veränderten Nahrungsangebot zusammenhängen. Ähnliche Veränderungen sind unter anderem ebenfalls bei frühen Pferden wie Sifrhippus belegt.

## Systematik
Diacodexis ist eine Gattung aus der Ordnung der Paarhufer. Innerhalb der Paarhufer wird die Gattung häufig zur ebenfalls ausgestorbenen Familie der Diacodexeidae gerechnet. Einige Autoren stellen sie aber auch zur Familie der Dichobunidae. Beide Gruppen werden in das übergeordnete Taxon der Dichobunoidea eingeordnet, welches die stammesgeschichtlich ältesten Vertreter der Paarhufer vereint. Generelle Merkmale bilden die sehr kleine Körperstatur, ein aufgewölbter Rücken, ein langer Schwanz und die im Vergleich zu den Vorderbeinen stets längeren Hinterbeine. Die Diacodexeidae stellen hierbei sehr kleine Formen dar, welche eine kurze Schnauze und tribosphenisch gestaltete obere Molaren besaßen (mit drei Haupthöckern ausgestattet), denen generell der Hypoconus fehlte. Bei den Dichobunidae hingegen kam der Hypoconus zumeist vor, außerdem waren sie etwas größer und die Schnauze in der Regel gestreckt. Möglicherweise bilden die Diacodexeidae die Vorgängerformen der Dichobunidae. Die Gruppe taucht relativ unvermittelt zum Beginn des Unteren Eozäns sowohl im heutigen Nordamerika als auch in Eurasien auf. Aufgrund der bereits recht weit entwickelten Merkmale, was etwa den schlanken, an eine schnelle Fortbewegung angepassten Körperbau betrifft, ist ihre Herleitung schwierig. Angenommen wird ein Ursprung innerhalb des sehr variablen und in sich nicht geschlossenen Komplexes der Condylarthra, huftierartigen Formen, die bereits im Paläozän präsent waren. Diskutiert wird etwa eine Beziehung zu den Arctocyonidae. Diacodexis ist der momentan älteste bekannte Angehörige der Paarhufer. Nahe verwandte Formen fanden sich mit Bunophorus und mit Simpsonodus in Nordamerika, zudem mit Jiangsudon oder Magwetherium im östlichen und südöstlichen Asien.
Es wurden zahlreiche Arten von Diacodexis beschrieben. Unter Berücksichtigung der Verteilung auf verschiedenen Kontinenten sind heute folgende weitgehend anerkannt:
- nordamerikanische Formen:

- D. gracilis Krishtalka, Stucky & Bakker, 1985 (in Krishtalka & Stucky, 1985)
- D. ilicis Gingerich, 1989
- D. minutus Krishtalka & Stucky, 1985
- D. secans (Cope, 1881)
-  ? D. woltonensis Krishtalka & Stucky, 1985

- europäische Formen:

- D. antunesi Estravis & Russell, 1989
- D. corsaensis Checa, 2004
- D. gazini Godinot, 1978
- D. gigasei Smith, Smith & Sudre, 1996
- D. morrisi Hooker, 2010
- D. varleti Sudre, Russell, Louis & Savage, 1983

- asiatische Formen:

- D. indicus (Bajpai, Kapur, Das, Tiwari, Saravanan & Sharma, 2005)
- D. pakistanensis Thewissen, Russell, Gingerich & Hussain, 1983
- D. parvus Kumar, Rose, Rana, Singh, Smith & Sahni, 2010

D. woltonensis wird mitunter auch den Leptochoeridae zugewiesen. Die asiatischen Formen galten teilweise der Gattung Gujaratia zugehörig, die aber seit dem Jahr 2010 als synonym zu Diacodexis aufgefasst wird. Ursprünglich waren aus Nordamerika eine größere Anzahl an Arten beschrieben worden, etwa D. metsiacus, D. laticuneus oder D. olseni. Eine Revision der Gattung Diacodoexis in dieser Region im Jahr 1985 durch Leonard Krishtalka und Richard K. Stucky führte zur Vereinigung der meisten Formen mit D. secans. Die beiden Autoren unterschieden innerhalb der Art mehrere morphologisch abtrennbare, zeitlich aufeinanderfolgende Gruppen, die sie als „Liniensegmente“ (lineage segments) bezeichneten. So besteht ihrer Meinung nach eine Abfolge von D. secans-primus am Beginn über D. secans-metsiacus und D. secans-kelley hin zu D. secans-secans mit einer zunehmenden Körpergröße und dem Heraustreten modernerer Merkmale. Die Entwicklung der Gruppe durchlief das gesamte Wasatchium. Die Aufteilung erfolgte aber noch bevor mit D. ilicis die älteste Form aus Nordamerika beschrieben worden war, die mit dem Einsetzen des Eozäns auftrat. Zeitgleich erschienen mit D. gigasei und D. antunesi die frühesten bekannten Vertreter in Europa, während die asiatischen Arten etwas jünger sind. Einige Wissenschaftler nehmen eine Herkunft der nordamerikanischen Formen von europäischen Vertretern an, doch ist die Verbreitungsgeschichte von Diacodexis bisher nur ungenügend untersucht. Das relativ gleichzeitige und abrupte Auftreten der Gattung sowohl in Nordamerika als auch in Eurasien lässt diese nach Ansicht einiger anderer Experten als paraphyletisch erscheinen, zumal einzelne bedeutende morphologische Abweichungen zwischen den verschiedenen Formen der einzelnen Kontinente bestehen. Dies betrifft beispielsweise die Ausbildung der oberen Molaren, die bei den meisten eurasischen Arten deutlicher triangulär sind und schärfere Schneidkanten aufweisen, im Gegensatz zu den nordamerikanischen Formen, die rechteckige obere Mahlzähne mit gerundeten (bunodonten) Höckern besitzen. Daher wird eine Gesamtrevision angemahnt. Eine Studie basierend auf zahnmorphologischen Merkmalen aus dem Jahr 2023 betrachtet lediglich die asiatischen Formen und die europäischen Arten D. gigasei und D. morrisi als enger mit den nordamerikanischen Vertretern von Diacodexis verwandt. Die anderen europäischen Arten stehen dem gegenüber den Raoellidae, den Pakicetidae oder den Dichobunidae näher.

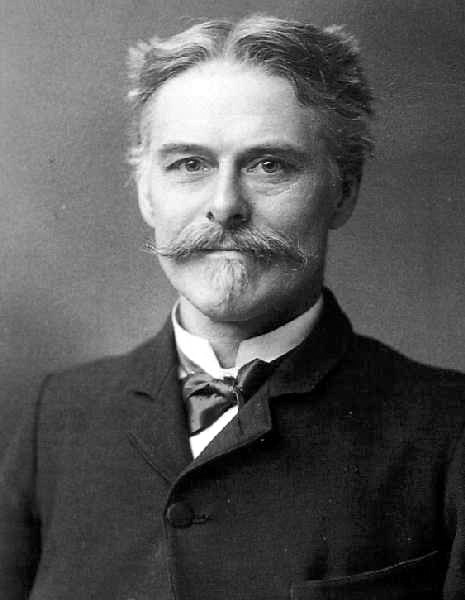
Edward Drinker Cope

Die wissenschaftliche Erstbeschreibung von Diacodexis geht auf Edward Drinker Cope aus dem Jahr 1882 zurück. Sie besteht aus einer lediglich kurzen Mitteilung, in der er seine im gleichen Jahr an anderer Stelle publizierte Zuweisung von Phenacodus laticuneus, einer huftierartigen Form der Condylarthra, korrigierte und die neue Gattung einführte. Zwei Jahre später veröffentlichte er eine umfangreichere Beschreibung von Diacodexis unter Bezug auf Phenacodus laticuneus. Die Bedeutung des Gattungsnamens ist nicht ganz eindeutig. Er setzt sich aus den griechischen Wörtern δι- (di-) für „zwei“, ἀκή (akē) für „spitz“ und δῆξις (dēxis) für „Beißen“ zusammen, wahrscheinlich bezieht er sich auf die beiden großen Höcker der hinteren Vormahlzähne. Die heute anerkannte Nominatform von Diacodexis bildet D. secans. Die Art war bereits im Jahr 1881 von Cope etabliert worden, jedoch unter der Bezeichnung Pantolestes secans. Pantolestes wiederum repräsentiert eigentlich eine Gattung insektenfresserartiger und semi-aquatisch lebender Tiere aus der Gruppe der Pantolestidae. Als Belegmaterial gab Cope einen Unterkiefer aus der Wind-River-Formation im Wind River Basin im Nordwesten des US-Bundesstaates Wyoming an, heute als Holotypus (Exemplarnummer AMNH 4899) von Art und Gattung ausgewiesen. Er besteht aus dem rechten und linken Ast und enthält noch die Zahnreihe vom letzten Prämolaren bis zum letzten Molaren. Erst im Jahr 1899 war Pantolestes secans durch William Diller Matthew als Vertreter der Paarhufer identifiziert worden, wobei er die Form zu Trigonolestes secans verschob. Die Gattung Trigonolestes war wiederum im Jahr 1894 von Cope kreiert worden. Gut 15 Jahre nach Matthew vereinte William John Sinclair Trigonolestes aufgrund der Namenspriorität mit Diacodexis und erwähnte dabei erstmals D. secans in schriftlicher Form, was allerdings lediglich in einer Fußnote erfolgte. In ihrer Revision der nordamerikanischen Vertreter von Diacodexis im Jahr 1985 setzten Krishtalka und Stucky D. secans aufgrund der Erstbenennung als Typusform der Gattung ein.